# International League
L'International League (IL) è una delle due leghe di classe Tripla-A della Minor League Baseball. Opera negli stati della costa orientale e in parte del Midwest e la sua sede principale si trova a Dublin, Ohio. Il presidente, in carica dal 1990, è Randy Mobley.
La lega fu fondata nel 1884 ed è la più antica ancora esistente della minor league. Nel corso della sua storia ospitò oltre a squadre statunitensi, squadre canadesi, cubane e portoricane. Tuttavia dal 2008, tutte le squadre hanno sede negli Stati Uniti d'America.
Dal 1998 è suddivisa in tre division: La North, con 6 squadre e la South e West con 4 squadre ciascuna, per un totale di 14 squadre.
Al termine della stagione regolare, i campioni delle tre division e la migliore seconda classificata di tutta la lega (detta wild card), si scontrano tra di loro su una serie di 5 partite. Le due squadre risultate vincenti a loro volta si scontrano su un'altra serie di 5 partite per decretare il campione della lega.
La squadra detentrice a fine stagione 2019 sono i Columbus Clippers affiliata ai Cleveland Indians, mentre la squadra più vincente della lega sono i Rochester Red Wings con 19 titoli, squadra che è la più antica della lega, in cui partecipa dalla sua fondazione avvenuta nel 1899.

## Squadre e stadi

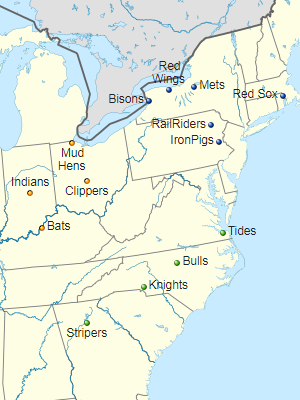
Mappa con la posizione delle squadre attuali dell'IL

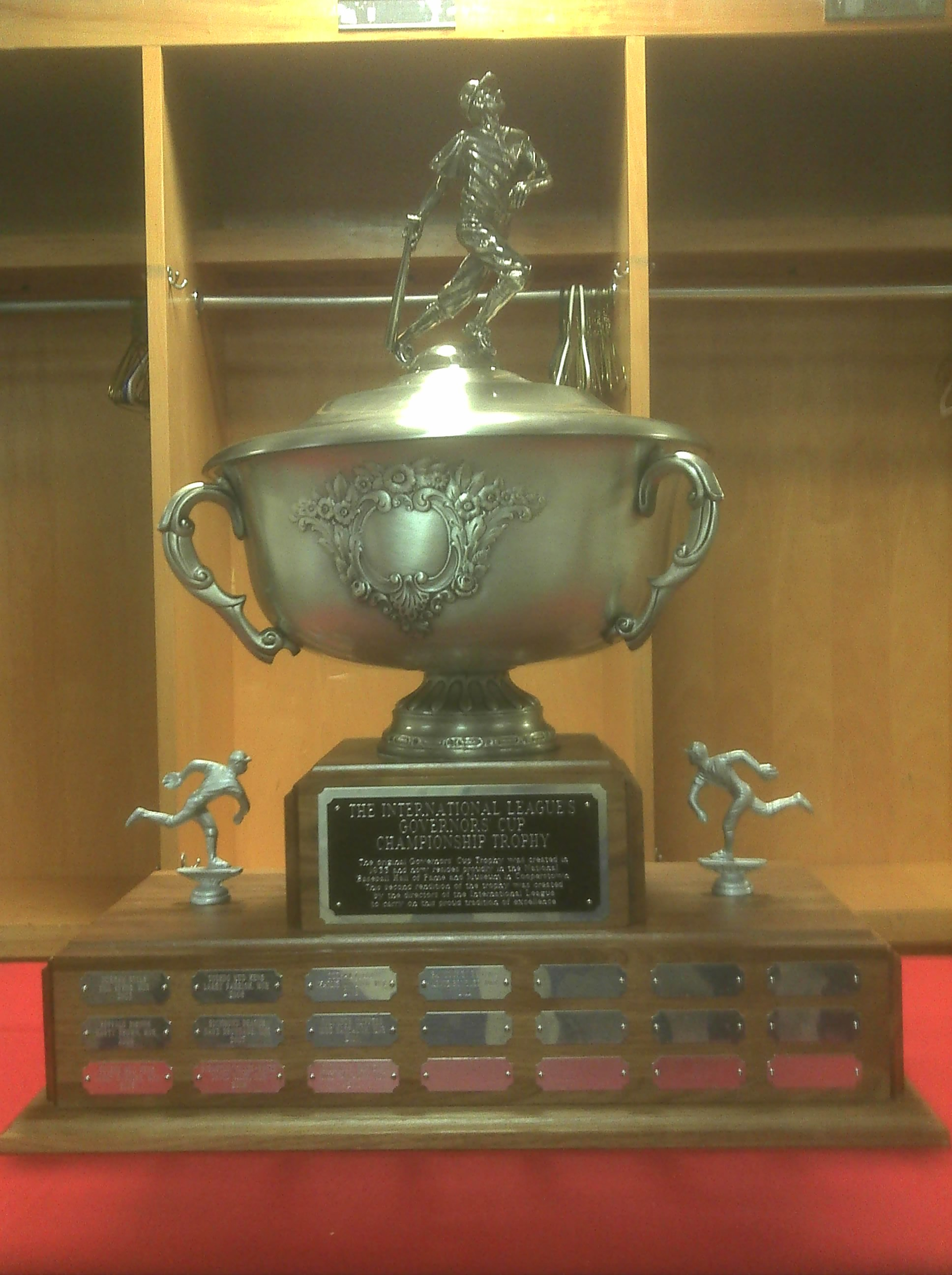
La Governors' Cup, il trofeo assegnato dal 1933 al vincitore della lega

| Divisione | Squadra                          | Affiliazione MLB      | Anno affilizione | Città/Stato Fed.         | Stadio                     |
| --------- | -------------------------------- | --------------------- | ---------------- | ------------------------ | -------------------------- |
| North     | Buffalo Bisons                   | Toronto Blue Jays     | 2013             | Buffalo, New York        | Sahlen Field               |
| North     | Lehigh Valley IronPigs           | Philadelphia Phillies | 2007             | Allentown, Pennsylvania  | Coca-Cola Park             |
| North     | Pawtucket Red Sox                | Boston Red Sox        | 1970             | Pawtucket, Rhode Island  | McCoy Stadium              |
| North     | Rochester Red Wings              | Minnesota Twins       | 2003             | Rochester, New York      | Frontier Field             |
| North     | Scranton/Wilkes-Barre RailRiders | New York Yankees      | 2007             | Moosic, Pennsylvania     | PNC Field                  |
| North     | Syracuse Mets                    | New York Mets         | 2019             | Syracuse, New York       | NBT Bank Stadium           |
| South     | Charlotte Knights                | Chicago White Sox     | 1999             | Charlotte, Nord Carolina | BB&T Ballpark              |
| South     | Durham Bulls                     | Tampa Bay Rays        | 1998             | Durham, Nord Carolina    | Durham Bulls Athletic Park |
| South     | Gwinnett Stripers                | Atlanta Braves        | 1965             | Lawrenceville, Georgia   | Coolray Field              |
| South     | Norfolk Tides                    | Baltimore Orioles     | 2007             | Norfolk, Virginia        | Harbor Park                |
| West      | Columbus Clippers                | Cleveland Indians     | 2009             | Columbus, Ohio           | Huntington Park            |
| West      | Indianapolis Indians             | Pittsburgh Pirates    | 2005             | Indianapolis, Indiana    | Victory Field              |
| West      | Louisville Bats                  | Cincinnati Reds       | 2000             | Louisville, Kentucky     | Louisville Slugger Field   |
| West      | Toledo Mud Hens                  | Detroit Tigers        | 1987             | Toledo, Ohio             | Fifth Third Field          |

## Albo d'oro
In grassetto le squadre ancora attive, in corsivo le edizioni delle squadre finaliste senza vittorie. Dal 1884 al 1932, il vincitore della lega era la squadra con il miglior rapporto vittorie/sconfitte. 
| Squadra                                     | Vittorie complessive | Vittorie Governors' Cup | Finalista Governors' Cup | Edizione campionato                                                                                              |
| ------------------------------------------- | -------------------- | ----------------------- | ------------------------ | --- |
| Rochester Bronchos/Hustlers/Tribe/Red Wings | 19                   | 10                      | 11                       | 1899, 1901, 1909, 1910, 1911, 1928, 1929, 1930, 1931, 1939, 1952, 1955, 1956, 1964, 1971, 1974, 1988, 1990, 1997 |
| Buffalo Bisons                              | 12                   | 6                       | 4                        | 1891, 1904, 1906, 1915, 1916, 1927, 1933, 1936, 1957, 1961, 1998, 2004                                           |
| Columbus Clippers                           | 11                   | 11                      | 3                        | 1979, 1980, 1981, 1987, 1991, 1992, 1996, 2010, 2011, 2015, 2019                                                 |
| Toronto Maple Leafs                         | 11                   | 4                       | 4                        | 1897, 1902, 1907, 1912, 1917, 1918, 1926, 1934, 1960, 1965, 1966                                                 |
| Baltimore Orioles                           | 10                   | 2                       | 3                        | 1908, 1919, 1920, 1921, 1922, 1923, 1924, 1925, 1944, 1950                                                       |
| Montreal Royals                             | 8                    | 7                       | 4                        | 1898, 1941, 1946, 1948, 1949, 1951, 1953, 1958                                                                   |
| Syracuse Chiefs (Syracuse Mets)             | 8                    | 8                       | 9                        | 1935, 1942, 1943, 1947, 1954, 1969, 1970, 1976                                                                   |
| Durham Bulls                                | 6                    | 6                       | 7                        | 2002, 2003, 2009, 2013, 2017, 2018                                                                               |
| Newark Bears                                | 5                    | 4                       | 3                        | 1932, 1937, 1938, 1940, 1945                                                                                     |
| Providence Grays/Clamdiggers                | 5                    | 0                       | 0                        | 1894, 1896, 1900, 1905, 1914                                                                                     |
| Richmond Braves                             | 5                    | 5                       | 5                        | 1978, 1986, 1989, 1994, 2007                                                                                     |
| Tidewater Tides (Norfolk Tides)             | 5                    | 5                       | 4                        | 1972, 1975, 1982, 1983, 1985                                                                                     |
| Pawtucket Red Sox                           | 4                    | 4                       | 5                        | 1973, 1984, 2012, 2014                                                                                           |
| Toledo Mud Hens                             | 3                    | 3                       | 1                        | 1967, 2005, 2006                                                                                                 |
| Charlotte Knights                           | 2                    | 2                       | 1                        | 1993, 1999 |
| Detroit Wolverines                          | 2                    | 0                       | 0                        | 1889, 1890 |
| Indianapolis Indians                        | 2                    | 2                       | 2                        | 1963, 2000 |
| Scranton/Wilkes-Barre Yankees/RailRiders    | 2                    | 2                       | 6                        | 2008, 2016 |
| Syracuse Stars                              | 2                    | 0                       | 0                        | 1885, 1888 |
| Atlanta Crackers                            | 1                    | 1                       | 1                        | 1962 |
| Binghamton Bingoes                          | 1                    | 0                       | 0                        | 1892 |
| Charleston Charlies                         | 1                    | 1                       | 1                        | 1977 |
| Erie Blackbirds                             | 1                    | 0                       | 0                        | 1893 |
| Havana Sugar Kings                          | 1                    | 1                       | 0                        | 1959 |
| Jacksonville Suns                           | 1                    | 1                       | 1                        | 1968 |
| Jersey City Skeeters                        | 1                    | 0                       | 0                        | 1903 |
| Louisville RiverBats (Louisville Bats)      | 1                    | 1                       | 0                        | 2001 |
| Newark Indians                              | 1                    | 0                       | 0                        | 1913 |
| Newark Little Giants                        | 1                    | 0                       | 0                        | 1886 |
| Ottawa Lynx                                 | 1                    | 1                       | 0                        | 1995 |
| Springfield Maroons                         | 1                    | 0                       | 0                        | 1895 |
| Trenton Trentonians                         | 1                    | 0                       | 0                        | 1884 |
| Utica Pent-Ups                              | 1                    | 0                       | 0                        | 1887 |
| Columbus Jets                               | 0                    | 0                       | 5                        | 1965, 1967, 1968, 1969, 1970                                                                                     |
| Atlanta Crackers                            | 0                    | 0                       | 1                        | 1963 |
| Gwinnett Braves (Gwinnett Stripers)         | 0                    | 0                       | 1                        | 2016 |
| Jersey City Giants                          | 0                    | 0                       | 1                        | 1942 |
| Lehigh Valley IronPigs                      | 0                    | 0                       | 1                        | 2011 |
| Louisville Colonels                         | 0                    | 0                       | 1                        | 1972 |
| Maine Guides                                | 0                    | 0                       | 1                        | 1984 |
| Miami Marlins                               | 0                    | 0                       | 1                        | 1957 |
| Richmond Virginians                         | 0                    | 0                       | 1                        | 1959 |